# Südafrikanische Cricket-Nationalmannschaft in Bangladesch in der Saison 2024/25
Die Tour der südafrikanischen Cricket-Nationalmannschaft nach Bangladesch in der Saison 2024/25 fand vom 21. bis zum 31. Oktober 2024 statt. Die internationale Cricket-Tour war Bestandteil der Internationalen Cricket-Saison 2024/25 und umfasste zwei Tests. Die Tests waren Bestandteil der ICC World Test Championship 2023–2025. Südafrika gewann die Serie mit 2–0.

## Vorgeschichte
Bangladesch bestritt zuvor eine Tour gegen Indien und Südafrika eine Tour gegen Irland. Das letzte Aufeinandertreffen der beiden Mannschaften bei einer Tour fand in der Saison 2021/22 in Bangladesch statt.

## Stadien
Die folgenden Stadien wurden für die Tour als Austragungsort vorgesehen.
| Stadion                                | Stadt      | Kapazität | Spiele  |
| -------------------------------------- | ---------- | --------- | ------- |
| Zohur Ahmed Chowdhury Stadium          | Chittagong | 22.000    | 2. Test |
| Sher-e-Bangla National Cricket Stadium | Dhaka      | 26.000    | 1. Test |

## Kaderlisten
Südafrika benannte seinen Kader am 30. September 2024.
Bangladesch benannte seinen Kader am 16. Oktober 2024.
| Test | Test |
| Bangladesch | Südafrika |
| --- | --- |
| - Najmul Hossain Shanto (K) - Taskin Ahmed - Jaker Ali - Shakib Al Hasan - Liton Das (wk) - Zakir Hasan (wk) - Nayeem Hasan - Mahmudul Hasan Joy - Mehidy Hasan Miraz - Mominul Haque - Shadman Islam - Taijul Islam - Hasan Mahmud - Hasan Murad - Mushfiqur Rahim (wk) - Nahid Rana | - Temba Bavuma (K) - David Bedingham - Matthew Breetzke - Nandre Burger - Tony de Zorzi - Keshav Maharaj - Aiden Markram - Wiaan Mulder - Senuran Muthusamy - Dane Paterson - Dane Piedt - Kagiso Rabada - Ryan Rickelton (wk) - Tristan Stubbs - Kyle Verreynne (wk) |

## Tests

### Erster Test in Dhaka
| 21. – 25. Oktober Scorecard | Dhaka | Bangladesch 106 (40.1) & 307 (89.5) | – | Südafrika 308 (88.4) & 106-3 (22) |
|                             |       | Südafrika gewinnt mit 7 Wickets     |   |                                   |

Bangladesch gewann den Münzwurf und entschied sich als Schlagmannschaft zu beginnen. Für sie etablierte sich Eröffnungs-Batter Mahmudul Hasan Joy, an dessen Seite Mushfiqur Rahim 11 und Mehidy Hasan Miraz 13 Runs erzielten. Daraufhin schied Joy nach 30 Runs aus, woraufhin Taijul Islam das letzte Wicket des Innings nach 16 Runs verlor. Beste südafrikanische Bowler waren mit je drei Wickets Wiaan Mulder (für 22 Runs), Kagiso Rabada (für 26 Runs), Keshav Maharaj (für 34 Runs). Für Südafrika formte Eröffnungs-Batter Tony de Zorzi mit dem dritten Schlagmann Tristan Stubbs eine Partnerschaft. Stubbs gelangen 23 Runs und dem hineinkommenden David Bedingham 11 Runs. Als Ryan Rickelton aufs Feld kam, verlor de Zorzi sein Wicket nach 30 Runs. Rickelton schied nach 27 Runs aus, bevor Kyle Verreynne und Wiaan Mulder den Tag beim Stand von 140/6 beendeten. Am zweiten Tag verlor Mulder sein Wicket nach einem Fifty über 54 Runs und dem hineinkommenden Dane Piedt gelangen 32 Runs. Verreynne verlor dannd as letzte Wicket des innings nach einem Century über 114 Runs aus 14 Bällen und erhöhte so den Vorsprung auf 202 Runs. Beste bangladeschische Bowler waren Taijul Islam mit 5 Wickets für 122 Runs und Hasan Mahmud mit 3 Wickets für 66 Runs. Für Bangladesch formte Eröffnungs-Batter Mahmudul Hasan Joy mit dem vierten Schlagmann Najmul Hossain Shanto eine Partnerschaft. Shanto gelangen 23 Runs, bevor Joy zusammen mit Mushfiqur Rahim den Tag beim Stand von 101/3 beendete. Am dritten Tag schied Joy nach 40 und Rahim kurz darauf nach 33 Runs aus. Daraufhin formten Mehidy Hasan Miraz und Jaker Ali eine weitere Partnerschaft. Ali erreichte ein Fifty über 58 Runs und wurde durch Nayeem Hasan ersetzt. Auf Grund von Regenfällen und schlechten Lichtverhältnissen wurde der Tag dann vorzeitig beim Stand von 283/7 beendet. Am vierten Tag schied Hasan nach 16 Runs aus und Miraz verlor das letzte Wicket des In nings nach einem Half-Century über 97 Runs, womit er die Vorgabe für Südafrika auf 106 Runs einstellte. Beste südafrikanische Bowler waren Kagiso Rabada mit 6 Wickets für 46 Runs und Keshav Maharaj mit 3 Wickets für 105 Runs. In ihrem zweiten innings begannen für Südafrika Tony de Zorzi und Aiden Markram. Markram schied nach 20 Runs aus und wurde durch Tristan Stubbs ersetzt. De Zorzi konnte 41 Runs erzielen und nachdem der hineinkommende David Bedingham 12 Runs erreichte, konnte Stubbs die Vorgabe nach 30* Runs einholen. Bester bangladeschischer Bowler war Taijul Islam mit 3 Wickets für 43 Runs. Als Spieler des Spiels wurde Kyle Verreynne ausgezeichnet.

### Zweiter Test in Chittagong
| 29. Oktober – 2. November Scorecard | Chittagong | Südafrika 575-6d (144.2)                         | – | Bangladesch 159 (45.2) & 143 (43.4) (f/o) |
|                                     |            | Südafrika gewinnt mit einem Innings und 273 Runs |   |                                           |

Südafrika gewann den Münzwurf und entschied sich als Schlagmannschaft zu beginnen. Für sie bildeten die Eröffnungs-Batter Aiden Markram und Tony de Zorzi eine Partnerschaft. Markram erreichte 33 Runs, woraufhin Tristan Stubbs aufs Feld kam. Stubbs gelang ein Century über 106 Runs aus 198 Bällen und wurde durch David Bedingham ersetzt. De Zorzi und Bedingham beendeten daraufhin den Tag beim Stand von 307/2, als dieser aufgrund von schlechten Lichtverhältnissen abgebrochen werden musste. Am zweiten Spieltag schied Bedingham nah einem Fifty über 59 Runs aus und kurz darauf auch de Zorzi nach einem Century über 177 Runs aus 269 Bällen. Der hineinkommende Ryan Rickelton formte daraufhin mit Wiaan Mulder eine weitere partnerschaft. Rickelton gelangen 12 Runs und wurde ersetzt durch Senuran Muthusamy. Mulder und Muthusamy erhöhten die Run-Zahl auf 575 Runs, bevor das Innings deklariert wurde. Mulder erreichte dabei ein Century über 105 Run aus 150 Bällen, Muthusamy ein Fifty über 68 Runs. Bester bangladeschischer Bowler war Taijul Islam mit 5 Wickets für 198 Runs. Für Bangladesch erzielte Eröffnungs-Batter Mahmudul Hasan Joy 10 Runs, bevor sich Mominul Haque etablieren konnte und den Tag beim Stand von 38/4 beendete. Am dritten Tag fand Haque mit Taijul Islam einen weiteren Partner. Haque schied nach einem Fifty über 82 Runs aus und Islam verlor das letzte Wicket des Innings nach 30 Runs, womit der Rückstand auf 426 Runs verkürzt wurde. Südafrika forderte daraufhin das Follow-on ein. Bester südafrikanischer Bowler war Kagiso Rabada mit 5 Wickets für 37 Runs. Für Bangladesch erzielte in ihrem zweiten Innings der Eröffnungs-Batter Mahmudul Hasan Joy 11 Runs. Ihm folgt Najmul Hossain Shanto mit 36 Runs, woraufhin Mahidul Islam Ankon und Hasan Mahmud eine weitere Partnerschaft formten. Ankon erreichte 29 Runs und Mahmud hatte als das letzte Wicket des Spiels fiel 38* Runs erzielt. Beste südafrikanische Bowler waren Keshav Maharaj mit 5 Wickets für 59 Runs und Senuran Muthusamy mit 4 Wickets für 45 Runs. Als Spieler des Spiels wurde Tony de Zorzi ausgezeichnet.

## Statistiken
Die folgenden Cricketstatistiken wurden bei dieser Tour erzielt.

## Auszeichnungen

### Player of the Series
Als Player of the Series wurden der folgende Spieler ausgezeichnet.
| Serie | Player of the Series |
| ----- | -------------------- |
| Test  | Kagiso Rabada        |

### Player of the Match
Als Player of the Match wurden die folgenden Spielerinnen ausgezeichnet.
| Spiel   | Player of the Match |
| ------- | ------------------- |
| 1. Test | Kyle Verreynne      |
| 2. Test | Tony de Zorzi       |